# Ixcatépec
Ixcatépec es una localidad de México localizada en el municipio de Huejutla de Reyes en el estado de Hidalgo.

## Toponimia
Del náhuatl Ichca-tepec; ichcatl, algodón, tepec, lugar poblado: “Pueblo del algodón”.

## Geografía
Se encuentra en la región geográfica de la Huasteca hidalguense. A la localidad le corresponden las coordenadas geográficas 21° 06’ 02.144” de latitud norte y 98° 31’ 04.485” de longitud oeste, con una altitud de 500 m s. n. m. Cuenta con un clima semicálido húmedo con lluvias todo el año.
En cuanto a fisiografía se encuentra en la provincia de la Sierra Madre Oriental, dentro de la subprovincia del Carso Huasteco; su terreno es de sierra. En lo que respecta a la hidrografía se encuentra posicionado en la región de Pánuco, dentro de la cuenca del río Moctezuma, y en la subcuenca del río Los Hules.

## Demografía
En 2020 registró una población de 507 personas, lo que corresponde al 0.40 % de la población municipal. De los cuales 244 son hombres y 263 son mujeres.
| Gráfica de evolución demográfica de Ixcatépec entre 1900 y 2020                              |
|                                                                                              |
| Población de los censos y conteos del Instituto Nacional de Estadística y Geografía (INEGI). |